# وزنه‌سر
وزنه‌سر یک روستا در ایران است که در استان زنجان واقع شده‌است. وزنه‌سر ۵۸ نفر جمعیت دارد.دارای آب و هوای معتدل، شغل ساکنان دامداری و کشاورزی، از جمله محصولات کشاورزی و دامداری می‌توان به تولید زیتون روغن زیتون، انجیر، گردو، انگور، انار توت سیاه، پروش زنبور عسل و تولید عسل، پروش دام و طیور از جمله گاو، گوسفند، مرغ، بوقلمون،  اردک، غاز نام برد، این روستا از جاذبه‌های گردشگری طبیعی و تاریخی فراوانی برخوردار است ولی متأسفانه مورد بی مهری مسئولان و اهالی قرار گرفته که می‌توان به وجود باغات سر سبز، وجود بیش از هفت آبشار مرتفع و منحصربفرد از جمله آبشار ابتدایی روستا که یکی از مرتفع‌ترین آبشارهای استان می‌باشد  و یا آبشار دوقلو و زیبایی که در تلاقی آبریز دو درهٔ زیبای این روستا قرار دارد که در مسیر کوهنوردی روستای وزنه سر به روستای تاریخی ماسوله در استان گیلان قرار دارد، وجود امام زاده سید احمد از نوادگان امام موسی کاظم علیه السلام که دارای بنای تاریخی و محلی ییلاقی بسیار چشم‌نوازی می‌باشد. نام قدیمی این روستا وزنه‌سر می‌باشد.

## زبان
مردم روستای ورنه‌سر (وزنه‌سر) به زبان ترکی آذربایجانی با لهجه طارمی صحبت می‌کنند.